# Queenslandvoskoesoe
De Queenslandvoskoesoe (Trichosurus johnstonii) is een klimbuideldier uit het geslacht der koesoes (Trichosurus).

## Kenmerken
De Queenslandvoskoesoe heeft een korte vacht. Het lichaam is grotendeels lichtoranje van kleur. De staart is zwart.

## Verspreiding
Deze soort komt voor in de regenwouden van Noordoost-Queensland.

## Verwantschap
Deze soort is nauw verwant aan de voskoesoe (Trichosurus vulpecula) en wordt daar vaak toe gerekend als een ondersoort.